# Bat Out of Goathell
Bat Out of Goathell debitantski je studijski album splitskog thrash metal sastava Evil Blood. Album je objavljen 6. srpnja 2019. godine, a objavio ga je sam sastav.
Ovo je prvi studijski album sastava pod imenom Evil Blood. Sastav je i prije objavljivao studijske albume, no pod drugačijim imenima, pošto je sastav često mijenjao imena. Na albumu ne sviraju hrvatski glazbenici (osim osnivača Denisa Gabrića), već engleski članovi sastava pošto je sastav trenutno primarno lociran u Škotskoj.
Neke skladbe nastale su u doba kada je sastav još koristio ime Djinn.
Denis Gabrić je ideju za ime albuma dobio nakon nastupanja na hrvatskom metal festivalu GoatHell Metal Fest, koji se održava u Puli. Ilustracija koze na omotu albuma je također ista kao i ona koju koristi GoatHell festival.

## Popis pjesama
| 1.    | »Black Lion Roar«           | 0:11 |
| 2.    | »Gospel of Judas«           | 3:36 |
| 3.    | »Nicolas the Great«         | 3:48 |
| 4.    | »Goat of Mendez«            | 3:26 |
| 5.    | »Silence of the Ice Forest« | 4:12 |
| 6.    | »Godless«                   | 4:01 |
| 7.    | »Anton's River«             | 5:31 |
| 8.    | »Nuclear Storm«             | 3:17 |
| 9.    | »Knight's Templar«          | 2:45 |
| 10.   | »Slavs & Norsmen«           | 4:54 |
| 35:41 |                             |      |

## Zasluge
- Denis Gabrić – vokali, gitara, produciranje
- Steve Sherret – gitara
- Paul Edgar – bas-gitara
- Dave Hatton – bubnjevi